# Kongeriget Navarra
Kongeriget Navarra (spansk: Reino de Navarra; baskisk: Nafarroako Erresuma; fransk: Royaume de Navarre oprindeligt Kongeriget Pamplona) var et kongerige fra 824 til 1620. Det lå i den nordøstlige del af den Iberiske halvø, nogenlunde hvor den nuværende spanske region Navarra ligger i dag. Hovedstaden var Pamplona.
Kongeriget opstod, da den baskiske leder Íñigo Arista blev konge omkring 824 for at lede et oprør mod frankerne. Kongeriget havde sin storhedstid under kong Sancho 3. af Navarra for at begynde at gå i opløsning i løbet af 1500-tallet. Den sydlige del blev indlemmet i Kongeriget Aragonien i 1512. Den lille nordlige og sidste selvstændige del af kongeriget blev indlemmet i Kongeriget Frankrig i 1620.